# Porumbești (okręg Satu Mare)
Porumbești (węg. Kökényesd) – wieś w Rumunii, w okręgu Satu Mare, w gminie Porumbești. W 2011 roku liczyła 1420 mieszkańców. 